# Мілослав Влк
Мілослав Влк (чеськ. Miloslav Vlk; 17 травня 1932, Лішніце, Чехословаччина — 18 березня 2017, Прага, Чехія) — чеський кардинал. Єпископ Чеське Будейовіце від 14 лютого 1990 року до 27 березня 1991. Архієпископ Праги з 27 березня 1991 року до 13 лютого 2010 року. Голова Ради європейських єпископських конференцій у 1993—2001. Кардинал-священик з титулом церкви Санта-Кроче-ін-Джерусалемме від 26 листопада 1994 року.